# Histoire d'une vie (film, 1965)
Pour plus de détails, voir Fiche technique et Distribution.
Histoire d'une vie (Ιστορία μιας ζωής) est un film grec réalisé par Yánnis Dalianídis, produit par Finos Film et sorti en 1965.
Ce film s'inscrit dans une série de drames sociaux mettant en scène Zoï Láskari sous la direction de Yánnis Dalianídis. Tout comme dans Illigos (Ίλιγγος, 1963) et plus tard dans Stefania (Η Στεφανία, 1966), Histoire d'une vie plonge Zoï Láskari dans le rôle d'une jeune fille pauvre remarquée par les hommes de son entourage pour son charme, se retrouvant impliquée dans des affaires de mœurs de manière parfois contrainte et parfois volontaire lorsque ces relations peuvent lui permettre d'obtenir des avantages. Jouant avec les sentiments des hommes, la maîtrise de sa vie lui échappe.
Le titre du film en grec comporte un jeu de mots entre le nom commun « ζωή » (la vie) et le prénom « Ζωή » de l'actrice Zoï Láskari. Intégrer le nom d'une actrice principale dans le titre d'un film était une pratique courante du producteur Finos Film dans les années 1960 et se retrouve pour des films comme Aliki dans la marine (avec Aliki Vougiouklaki) ou Tzenni, Tzenni (avec Tzenni Karezi).

## Synopsis
Marigo (Zoï Láskari) est une jeune fille particulièrement pauvre originaire d'un petit village grec. Un villageois essaie un jour d'abuser d'elle mais sa femme les surprend et Marigo est violemment chassée dans la rue. Marigo reçoit le blâme de tous les villageois qui la considèrent comme une prostituée. Elle décide de partir en ville pour fuir le déshonneur.
En ville, Marigo prend le nom de Maria et s'inscrit dans une agence de domestiques. Sans expérience, Maria devient domestique pendant un an dans une famille pauvre pour un salaire de misère. Son intégration dans le foyer se passe mal : sa maladresse lui est constamment reprochée par la maîtresse de maison, et le fils de famille tente d'abuser d'elle. Parallèlement, elle rencontre un homme qui lui promet le mariage et une vie heureuse si elle pouvait l'aider financièrement à ouvrir une boutique à Athènes qui leur rapporterait des revenus honorables. Maria sacrifie une part importante de ses revenus, mais apprend dès le lendemain qu'il s'agissait d'un escroc. L'argent donné a servi pour acheter un billet d'avion pour l'Australie, et l'homme est parti sans elle. Le même jour, Maria est chassée de son emploi de domestique par la maîtresse de maison.
Maria trouve un nouvel emploi dans un salon de coiffure où elle se fait désormais appeler Mary (par américanisme qui plait à la clientèle aisée de l'établissement). Mary se découvre un certain talent dans son nouveau métier et commence à s'épanouir. L'une de ses clientes l'apprécie particulièrement et Mary vient régulièrement la coiffer à domicile. Mikes Papadimas, le riche mari de la cliente, s'éprend de Mary malgré leurs trente ans d'écart et leur origine sociale très différente. Un jour, madame Papadimas meurt d'une attaque cardiaque. Un an après les funérailles, Mikes Papadimas demande Mary en mariage. Mary accepte et entre ainsi dans la haute société, plus par intérêt que par amour.
L'écart de génération entre Mikes et Mary est sujet à moult commérages dans les bals de bonne société. Mikes lui-même se montre méfiant et jaloux envers les jeunes hommes de l'âge de Mary qui la congratulent sur sa beauté. Par ailleurs, la relation entre Mikes et Mary est détériorée par la très mauvaise relation que Mary entretient avec la sœur de Mikes. Rêvant d'un amour plus sincère, Mary profite de l'absence de son mari parti en voyage d'affaires pour entamer une relation clandestine avec un homme de son âge rencontré dans un bal. Leur relation continue en cachette pendant six mois. Mikes Papadimas finit néanmoins par deviner l'existence de cette relation et tend un piège à Mary en lui laissant croire qu'il part pour un nouveau voyage d'affaires. Il surprend ainsi sa femme, de nuit, en bas de l'immeuble de son amant. De manière cynique, il lui explique qu'il ne demandera pas le divorce car cela le déshonorerait, et rappelle à Mary ses origines pauvres et son obligation de rester avec lui étant donné les sacrifices qu'il a faits pour elle. Mary, catastrophée mais résolue, accepte son sort et écrit un mot de renoncement à son amant. Repartant en voiture, son bouleversement la fait conduire trop vite et, par accident ou par suicide, sa voiture sort de route et tombe dans un ravin. Le mari et l'amant de Mary sont prévenus de la mort de cette dernière et se rendent tous deux sur le lieu de l'accident. Papadimas jette un regard lourd de reproches à son rival, et le film se clôt sur l'image de l'amant resté seul au bord du ravin, regardant dans le vide.

## Fiche technique
- Titre : Histoire d'une vie
- Titre original : Ιστορία μιας ζωής
- Réalisation : Yánnis Dalianídis
- Scénario :
- Montage :
- Société de production : Finos Film
- Pays d'origine :  Grèce
- Genre : drame social
- Date de sortie : 1965

## Distribution
- Zoï Láskari
- Manos Katrakis
- Tassó Kavadía
- Bessy Arvaniti (el)